# Escola de Fontainebleau

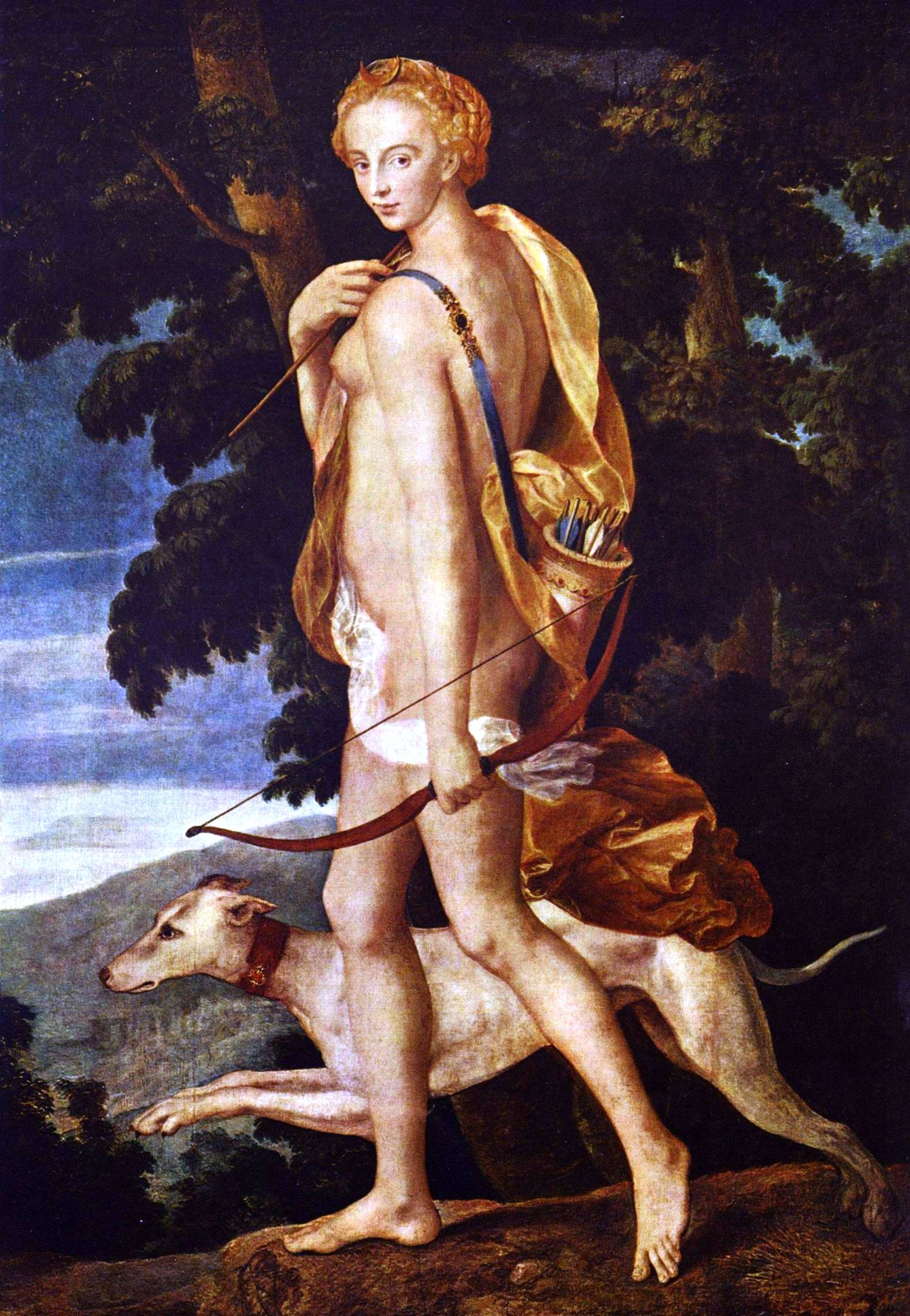
Diane, a Caçadora

A ecole de Fontainebleau (escola de Fontainebleau) se refere a dois períodos de produção artística na França durante o final do Renascimento, com centro no Château de Fontainebleau.
Primeira escola de Fontainebleau (a partir de 1531)
- Rosso Fiorentino (Giovanni Battista di Jacopo de' Rossi) (1494-1540)
- Francesco Primaticcio (c.1505-1570)
- Niccolò dell'Abbate (c.1509-1571)
- François Clouet

Segunda escola de Fontainebleau (a partir de 1594)
- Toussaint Dubreuil (c.1561-1602)

Em 1531, o artista florentino Rosso Fiorentino, após perder todos seus bens durante o saque de Roma, em 1527, foi convidado por Francisco I da França para viajar para a França, onde começou um grande reforma no Château de Fontainebleau.  Em 1532, juntou-se a ele outro artista italiano, Francesco Primaticcio (de Bolonha).  Rosso morreu na França, em 1540.  Recomendado por Primaticcio, Niccolò dell'Abbate (de Modena) foi convidado por Henrique II de França.
As obras da Primeira Escola de Fontainebleau são marcadas pelas alegorias e figuras mitológicas. As figuras são elegantes e mostram a influência das técnicas de Michelangelo, Rafael e especialmente Parmigianino.  Primaticcio também fez cópias de estátuas romanas clássicas para o Rei.  A maioria das obras não sobreviveu e partes do Chateau foram reformadas em várias datas. As figuras foram reproduzidas pelos Mestres da Gravura e assim disseminadas pela França e além.
O estilo maneirista da Escola de Fontainebleau influenciou artistas franceses, tais como os escultores Jean Goujon e Germain Pilon e os retratistas François Clouet e Jean Clouet.
De 1584 a 1594, o Château de Fontainebleau foi abandonado.  Henrique IV de França começou uma reforma nos prédios de Fontainebleau usando um grupo de artistas, entre eles, Toussaint Dubreuil.  Eles são geralmente chamados de Segunda Escola de Fontainebleau.  Sua obra maneirista ainda era baseada em cenas mitológicas e clássicas.